# 江戸を斬る (里見浩太朗)
『江戸を斬る』（えどをきる）は、TBS系で月曜20:00 - 20:54に『ナショナル劇場（後にパナソニック ドラマシアター→月曜ミステリーシアター）』で放送された時代劇のタイトル。本項では、里見浩太朗が主演した第7部、第8部について記述する。

## 概要
西郷輝彦が主演していた第6部(VI)までとは設定が一新され、まったく別個の世界である。遠山金四郎を里見浩太朗が演じる。
作品は、それまでの流れをリセットする意味合いからか、第6部まで存在したナンバリングがタイトルに表記されなくなった。そのため第7部・第8部の映像上のタイトルは単に『江戸を斬る』であり、『江戸を斬るVII』『江戸を斬るVIII』といった表記はなされていない。これは、C.A.Lのホームページで閲覧できる、放送当時の番宣ポスターでも同様である。
その一方で、C.A.Lの公式ホームページでは、里見編はローマ数字・漢数字で、また、2011年から2012年初頭にかけて、BS-TBS及び2023年にtvkで再放送された際には、チャンネルの公式ホームページ、ならびに番組EPGでも、「第七部」「第八部」と漢数字で表記されている。
以上を踏まえて、また、混同を避ける意味でも、本稿では過去シリーズとの区別のため、便宜上ナンバリングをつけて表記していく。

## 江戸を斬るVII
「江戸を斬るVII」（えどをきる7）は1987年1月26日から1987年8月17日までTBSで放送されたナショナル劇場のドラマ。製作はC.A.L。全30話。

### キャスト

#### メインレギュラー
- 遠山金四郎：里見浩太朗
- ひさごお仙：鮎川いずみ
- お京：有森也実
- お鈴：大沢逸美
- お松：衣通真由美（第1話 - 第26話、第29話 - 第30話）
- お竹：辻沢杏子
- お梅：片山由香
- 雨森加代：松島玉枝（第1話 - 第2話、第5話 - 第13話、第15話 - 第17話、第19話 - 第21話、第23話、第26話、第28話、第30話）
- 秋月兵馬：森田健作
- 雨森忠助：松山英太郎
- 速水新太郎：太川陽介
- 鶴吉：高橋元太郎
- 亀三：谷幹一（第1話 - 第3話、第8話 - 第30話）
- 政吉：大門正明（第1話 - 第8話、第10話 - 第14話、第17話 - 第18話、第20話 - 第22話、第25話 - 第27話、第29話 - 第30話）
- 色川伝兵衛：小松政夫（第1話 - 第10話、第12話 - 第13話、第15話 - 第20話、第23話 - 第30話）
- 留吉：有光豊
- 清吉：北見誠
- 仙太：高橋浩二郎（第1話 - 第2話、第4話 - 第5話、第7話、第12話 - 第15話、第17話 - 第22話、第26話 - 第30話）
- 久助：広瀬義宣（第1話 - 第13話、第15話 - 第20話、第23話 - 第30話）
- 一番組若い衆：清家三彦（第1話 - 第5話、第7話 - 第8話、第10話、第12話 - 第15話、第17話 - 第22話、第26話 - 第30話）
- 一番組若い衆：岡田和範（第1話 - 第5話、第7話 - 第8話、第10話、第12話 - 第15話、第17話 - 第22話、第26話 - 第30話）
- 一番組若い衆：高橋弘志（第1話 - 第5話、第7話 - 第8話、第10話、第12話、第17話 - 第20話、第26話 - 第30話）
- 一番組若い衆：竹井雅文（第1話 - 第5話、第7話 - 第8話、第10話、第12話 - 第15話、第17話 - 第22話、第26話 - 第30話）
- 一番組若い衆：岡本大輔（第1話 - 第5話、第7話 - 第8話、第10話、第12話 - 第15話、第17話 - 第22話、第26話 - 第28話）
- 一番組若い衆：武井三二（第1話 - 第2話、第4話 - 第5話、第7話、第12話 - 第15話、第17話 - 第22話、第27話 - 第30話）
- 一番組吉五郎：藤岡琢也（第1話 - 第5話、第8話、第10話、第13話、第14話、第17話、第18話、第20話、第29話 - 第30話）

#### 準レギュラー
- 片桐弥平次：若林豪（第1話 - 第2話、第12話、第17話、第29話 - 第30話）
- 鳥越の文蔵：佐野浅夫（第1話、第2話）
- 牧田備前守：永野辰弥（第5話、第9話、第16話）
- 中山喜左衛門：中村錦司（第1話、第17話、第29話 - 第30話）
- 矢部駿河守定謙：高野真二（第8話 - 第9話、第18話、第29話）
- 徳川家慶：長谷川哲夫（第2話）
- 水野越前守忠邦：岡田英次（第29話、第30話）
- 水戸斉昭：森繁久彌（特別出演）（第1話 - 第2話、第17話、第29話 - 第30話）

### スタッフ
- 製作総指揮：松下幸之助
- 製作副指揮：松下正治
- 製作代表：山下俊彦、丹羽正治
- 製作：谷井昭雄、藤井貞夫
- 企画：逸見稔
- 原作：陣出達朗
- 原案：葉村彰子
- 脚本：葉村彰子（第1話～第3話、第7話～第9話、第12話、第15話、第19話、第23話、第25話、第27話～第30話）、石川孝人（第4話、第13話、第27話）、大西信行（第5話、第10話、第14話、第18話、第21話～第22話、第24話）、櫻井康裕（第6話、第11話、第17話）、稲垣俊（第16話、第26話）、津田幸於（第20話）、伊上勝（ノンクレジット → 葉村彰子名義）（第25話、第27話～第28話）
- 音楽：いずみたく
- 主題歌：「ねがい」（作詞：山上路夫 / 作曲：いずみたく / 唄：里見浩太朗）
- ナレーター：芥川隆行
- タイトル画：村上豊
- 監督：山内鉄也（第1話～第2話、第6話～第7話、第13話、第15話、第25話～第26話、第29話～第30話）、居川靖彦（第3話、第8話～第10話、第17話～第18話、第21話～第22話）、矢田清巳（第4話～第5話、第11話～第12話、第14話、第16話）、髙倉祐二（第19話～第20話、第23話～第24話）松尾正武（第27話～第28話）
- 特技：宍戸大全
- プロデューサー：西村俊一
- 編集：河合勝巳
- 邦楽監修：中本哲
- 整音：加藤正行
- 衣装：東京衣裳
- 小道具：高津商会
- 美粧・結髪：東和美粧
- かつら：山崎かつら
- 騎馬：岸本乗馬センター
- 演技事務：山下義明
- 刺青：毛利清二
- 擬斗：菅原俊夫、上野隆三、土井淳之祐（東映剣会）
- 協力：京都 大覚寺
- 現像：IMAGICA
- プロデューサー補：大庭喜儀
- 制作補：山田勝
- 制作協力：東映
- 製作：C.A.L

### オープニング

#### タイトルバックなど
- 第7部のオープニングでは、それ以前の流れを踏襲し、タイトルバックは江戸の彩色された古地図を用い、そのあとに続くキャストの背景には、同様に村上豊による絵が用いられた。また、森繁が出演しない回は若干時間が短縮された。

#### 出演者クレジットの順序など
- オープニングクレジットは、主題歌や監督など中心的なスタッフと、レギュラー出演者のみとされ、ゲストやゲスト扱いの出演者やその他のスタッフはエンディングに表記された。

藤岡琢也（吉五郎）と若林豪のいずれもが出演しない場合と、少なくとも一方が出演する場合には、クレジット順が大幅に変更になる。さらに、森繁久彌が出演した場合はさらに変動がある。なお、佐野浅夫は第2話で殉職するが、クレジット上はレギュラー側になっている。

基本パターンは以下のとおりである。煩雑さを避けるため、役者名のみ示す（出演しない俳優によっては、単独表示でない役者の表示順序には変動がある）。
- a)森繁・藤岡・若林が出演しない場合
  - 里見 → 鮎川 → 有森 → 大沢 → 衣通・辻沢 → 片山・松島 → 小松 → 高橋 → 谷 → 大門 → 有光・北見・高橋浩二郎・広瀬 →（一番組若い衆） → 松山  → 太川 → 森田

- b)片方が出演した場合で、森繁が出演しない場合
  - 里見 → 鮎川 → 有森 → 大沢 → 衣通・辻沢 → 片山・松島 → 森田 → 太川 → 松山 → 有光・北見・高橋浩二郎・広瀬 → （一番組若い衆） → 高橋 → 谷 → 大門 → 小松 → 藤岡・若林

- c)森繁（水戸斉昭）が出演した回（この回は若林と藤岡も出演）
  - 里見 → 鮎川 → 有森 → 大沢 → 衣通・辻沢 → 片山・松島 → 森田 → 太川 → 松山 → 高橋 → 谷 → 大門 → 小松 → 有光・北見・高橋浩二郎・広瀬 → （一番組若い衆） → 若林 → （佐野） → 藤岡 → 森繁（特別出演）

- b)c)では当初は松山より太川が先に表示されていた。

### エンディング
- 前述のとおり、ゲストやゲスト扱いの出演者やその他のスタッフはエンディングに表記された。出演者クレジットのトメは、第4話を除いて、役名なしの大部屋俳優の最後に「特技 宍戸大全」であった。その後のトメに表記された俳優は、第4話の加茂さくらのみであり、当時『大岡越前』ではトメ扱いになっていた竹脇無我でさえ、ゲストの先頭に表示された。

### その他
- 『水戸黄門』シリーズを除く同枠の前回作である『大岡越前第9部』から引き続きレギュラー出演している俳優は、高橋元太郎、谷幹一、松山英太郎、森田健作、片山由香の4人。このうち、高橋・谷・森田は役どころも同様。一方、この時間枠では一貫して町人役で、『水戸黄門』以外では密偵役のレギュラーでお馴染みの松山英太郎が、異例の武士役（同心）で登場している。また、『大岡越前』のレギュラーである竹脇無我、佐藤佑介、舟倉由祐子もゲスト出演した。
- 本シリーズ出演者のうち、後述のとおり、7年後に制作された第8部に引き続き出演した俳優はほとんどいないが、一方で同枠で2年後に制作された『翔んでる!平賀源内』に出演した俳優は少なくなかった。

- 小松政夫が演じるライバル方の駄目同心・色川伝兵衛は、後年同じく小松が演じる同時間枠の『翔んでる!平賀源内』における赤垣平助や、『大岡越前第12部』時点における赤垣伝兵衛と同様のキャラクターになっている。
- 第25話、第28話の脚本担当はオープニングクレジットには葉村彰子と表記されているが、実際には葉村彰子名義の伊上勝が担当した。また、第27話も同様で、葉村彰子名義の伊上勝と石川孝人が脚本を担当した。

## 江戸を斬るVIII
「江戸を斬るVIII」（えどをきる8）は1994年1月31日から1994年7月25日までTBSで放送されたナショナル劇場のドラマ。製作はC.A.L。全26話。江戸を斬るシリーズとしては最終作となる。

### キャスト

#### メインレギュラー
- 遠山金四郎：里見浩太朗
- 蓬莱亭鶴亀：渡辺徹（第1話 - 第11話、第13話 - 第15話、第17話 - 第18話、第20話、第22話、第24話 - 第26話）
- ゆき：城之内早苗（第1話 - 第15話、第17話、第19話 - 第26話）
- お鈴：中野みゆき（第1話 - 第3話、第7話 - 第8話、第10話 - 第26話）
- 片桐新八郎：江藤潤（第1話 - 第16話、第18話 - 第19話、第21話、第23話 - 第26話）
- 結城正吾：太川陽介（第1話 - 第18話、第20話 - 第26話）
- お喋り伝助：櫻木健一（第1話 - 第16話、第18話 - 第19話、第21話、第23話 - 第26話）
- 出目の金太：谷幹一（第1話 - 第3話、第7話 - 第8話、第10話 - 第26話）
- 丈吉：佐野圭亮（第1話 - 第4話、第6話 - 第11話、第13話 - 第15話、第18話 - 第22話、第24話 - 第26話）
- お春：吉井丈絵（第1話 - 第3話、第7話 - 第8話、第10話 - 第17話、第19話 - 第26話）
- お夏：彩木優花（第1話 - 第3話、第7話 - 第8話、第10話 - 第17話、第19話 - 第26話）
- 半の目の丁助：左とん平（第1話 - 第11話、第13話、第15話、第17話、第19話、第24話 - 第26話）
- 原田喜左衛門：鈴木ヒロミツ（第2話 - 第3話、第5話 - 第8話、第10話 - 第14話、第18話、第20話 - 第22話、第24話 - 第26話）
- 色川伝兵衛：小松政夫（第1話 - 第8話、第10話 - 第11話、第14話、第16話 - 第17話、第19話、第22話、第25話 - 第26話）
- 鳥居耀蔵：名和宏（第1話 - 第3話、第5話 - 第8話、第10話 - 第11話、第14話、第16話 - 第17話、第21話 - 第22話、第25話、第26話）
- もぐらの半助：うえだ峻（第1話 - 第8話、第10話 - 第11話、第14話、第16話 - 第17話、第19話、第22話、第25話 - 第26話）
- 鹿屋源六：赤城太郎（第2話 - 第3話、第5話、第8話、第10話 - 第11話、第14話、第25話 - 第26話）
- 三太：高橋浩二朗（第1話 - 第11話、第13話 - 第18話、第22話、第24話 - 第26話）
- かおり：稲村友紀（第2話 - 第3話、第5話 - 第8話、第10話 - 第14話、第18話、第20話 - 第22話、第24話 - 第26話）
- お秋：河内久美（第1話 - 第11話）
- お蘭：二宮さよ子（第1話 - 第11話、第13話 - 第19話、第21話 - 第22話、第24話 - 第26話）
- お柳：春川ますみ（第1話 - 第17話、第19話 - 第20話、第22話 - 第26話）

#### 準レギュラー
- 水野忠邦：高野真二（第2話、第14話、第16話）
- たか：淡島千景（第2話、第8話）
- 徳川家慶：竹脇無我（第1話 - 第2話、第12話、第26話）
- 徳川斉昭：森繁久彌（第1話、第2話）

### スタッフ
- 製作総指揮：松下正治
- 製作副指揮：藤井貞夫
- 製作代表：山下俊彦、三好俊夫
- 制作：森下洋一、今井清輔
- 制作：逸見稔
- 原作：葉村彰子
- 脚本：葉村彰子（第1話 - 第2話、第4話 - 第5話、第10話 - 第14話、第16話、第20話、第22話、第24話）、櫻井康裕（第3話、第8話、第22話、第26話）、大西信行（第6話 - 第7話、第9話、第15話、第17話、第19話、第21話、第25話）、佐藤五月（第18話、第23話）
- 音楽：いずみ・たく
- 主題歌：「ねがい」（作詞：山上路夫 / 作曲：いずみ・たく / 唄：里見浩太朗）
- プロデューサー：五十嵐通夫、大庭喜儀、山田勝
- 撮影：原田裕平、片山顕、萩屋信、小林善和
- 照明：伊勢晴夫、岩見秀夫、武邦男
- 録音：田辺義教、木村均、佐藤茂樹
- 美術：高見哲也、鈴木孝俊、塚本隆治、辻野大
- 記録：中田英子、小川加津子、西野敏子、西村直美
- 編集：河合和子
- 助監督：梅原重行、渡辺譲、喜田川隆義
- 邦楽監修：中本哲
- 舞踊振付：安井たつ代（第14話）
- 整音：神戸孝憲
- 特技：宍戸大全
- 衣装：植田光三
- 装置：水谷好孝、鈴木敏之ほか
- 装飾：西川由紀夫、窪田治、岩花学、渡辺源三
- 小道具：高津商会
- 美粧・結髪：東和美粧
- かつら：山崎かつら
- スチール：深野隆、林晋
- 計測：原田国一、長谷川光徳、作村龍二
- 騎馬：岸本乗馬センター
- 進行：木岡敦、土生川明弘、釣田泰、宮崎俊弥
- 演技事務：山下義明
- 刺青師：毛利清二
- 擬斗：菅原俊夫（東映剣会）
- ナレーター：杉山真太郎
- 協力：大本山 随心院（第1話）、京都 大覚寺
- 現像・テレシネ：IMAGICA
- 監督：矢田清巳（第1話 - 第2話、第4話、第6話 - 第8話、第18話 - 第19話）、髙倉祐二（第3話、第5話、第10話 - 第11話、第14話、第15話、第24話 - 第25話）、山内鉄也（第9話、第12話 - 第13話）、井上泰治（第16話 - 第17話、第22話 - 第23話、第26話）、金鐘守（第20話、第21話）
- 制作協力：東映太秦映像
- 製作：C.A.L

### オープニング

#### タイトルバックなど
第8部のオープニングでは、ゲスト出演者も表記されるようになった。テレシネにより画面が明るくなったほか、それまで用いられていた古地図が線描に変わった。同じ古地図でも、地図の部分部分を取り出し、それを色違いの単色線描で表現している。色はタイトルバック、サブタイトル、原作・脚本は赤、レギュラー出演者のうち、里見から谷あたりまでが緑、名和・小松などは黄と続き、次いでゲストが紺に近い青、二宮、春川、森繁らと、監督のクレジットでは、タイトルバックとは違う場所の地図で、再び赤になる、というパターンがあった。また、名和・小松らが出演しない回は、ゲストのクレジットが黄で、紺に近い青は飛ばして、赤が背景のものに切り替わる。

#### 出演者クレジットの順序など
竹脇、淡島、森繁の出演時はトメ扱いとなり、監督のクレジットはエンディングに回っている（第26話除く）。
- a)竹脇が出演しない場合
  - 里見 → 渡辺 → 城之内・中野 → 江藤 → 太川 → 櫻木 → 谷 → 佐野・吉井・彩木 → 左 → 鈴木 → 名和 → 小松 → うえだ・赤城・稲村・高橋浩二朗 → （ゲスト） → 二宮 → 春川 → （監督）

- b)渡辺、城之内、竹脇が出演しない場合
  - 里見 → 江藤 → 太川 → 中野 → 櫻木 → 谷 → 小松 → 名和・高野 → うえだ・吉井・彩木・高橋浩二朗 → （ゲスト） → 二宮 → 春川 → （監督）

- c)竹脇が出演した回（この回は淡島と森繁は出演していない）
  - 里見 → 渡辺 → 城之内・中野 → 江藤 → 太川 → 櫻木 → 谷 → 佐野・吉井・彩木 → 左 → 鈴木 → 名和 → 小松 → うえだ・赤城・稲村・高橋浩二朗 → （ゲスト） → 二宮 → 春川 → 竹脇→ （監督）

- d)淡島が出演した回（この回は竹脇と森繁は出演していない）
  - 里見 → 渡辺 → 城之内・中野 → 江藤 → 太川 → 櫻木 → 谷 → 佐野・吉井・彩木 → 左 → 鈴木 → 名和 → 小松 → うえだ・赤城 → 稲村・河内・高橋浩二朗 → （ゲスト） → 二宮 → 春川 → 淡島

- e)竹脇（徳川家慶） 、淡島（たか）、森繁（徳川斉昭）が出演した回
  - 里見 → 渡辺 → 城之内・中野 → 江藤 → 太川 → 櫻木 → 谷 → 佐野・吉井・彩木 → 左 → 鈴木 → 小松 → 名和・高野 → うえだ・赤城 → 稲村・河内・高橋浩二朗 → （ゲスト） → 竹脇 → 二宮 → 春川 → 淡島 → 森繁

### その他
- 『水戸黄門』シリーズを除く同枠の前回作である『大岡越前第13部』から引き続きレギュラー出演（準レギュラー含む）している俳優は、谷幹一、佐野圭亮、吉井丈絵、彩木優花、左とん平、小松政夫、高野真二、竹脇無我の8人。このうち、谷・左・彩木・小松は役どころも同様。また、レギュラー出演者である江藤潤、櫻木健一、名和宏、うえだ峻、二宮さよ子の5人は、『大岡越前第13部』でゲスト出演している。

## 主題歌（ねがい）
第2部からおなじみの「ねがい」は、本作では里見による歌唱版が使用されている。里見版は西郷版と伴奏が異なりテンポがやや遅く（バラード調。キーは第2部使用版と同じ）、双方の印象は異なるものであった。里見版は2022年現在、CD等で発売されていない。

## 出演俳優、その他
シリーズをリニューアルした第7部では『江戸を斬る 梓右近隠密帳』のレギュラーだった鮎川いずみや若林豪が再起用されただけでなく、同心・岡引きには『大岡越前』でお馴染みの役者陣が起用されている。また過去6シリーズで義賊役だった松山英太郎が本作では子供持ちの同心役を演じている。
第7部の放映から7年ぶりとなる第8部においては、『江戸を斬る』IIからVIまでレギュラーだった春川ますみを再び起用し、また、その春川の養女という設定で紫頭巾のゆきを登場させるなど、かなり西郷主演シリーズの雰囲気に戻された。
第8部ではシリーズでは長らくイレギュラー的な扱いであった遠山桜が毎回登場した。
また、7年ぶりであったこともあってか、キャストが大幅に一新され、続けて出演している俳優は主人公の里見以外では森繁久彌、太川陽介、小松政夫、谷幹一、高橋浩二朗のみとなる。役どころも同じ俳優は森繁、太川、小松、谷であるが、役名まで同じ俳優は森繁、小松のみである。
第8部では里見の息子・佐野圭亮が親子でレギュラー出演を果たしている。
将軍徳川家慶は第7部では第2話のみの登場で、このときは長谷川哲夫が演じたが、第8部では準レギュラーとなり竹脇無我が演じた。竹脇は『大岡越前』にもレギュラー出演しており、『江戸を斬る 梓右近隠密帳』では主人公・梓右近役、また第7部第16話にも木谷小十郎役で出演している。
第7部のレギュラー・準レギュラー出演者には1989年に同枠で放映された『翔んでる!平賀源内』に引き続きレギュラー・準レギュラー出演した俳優が多い。
このうち谷は『大岡越前』シリーズの第8部 - 第15部と、『江戸を斬る』IV - VIIIにレギュラー出演している。